# Septembre 1928

## Événements
- 3 septembre, France : pont en béton armé de la rue Lafayette à Paris.

- 9 septembre (Sport automobile) : Grand Prix automobile d'Italie.

- 11 septembre[1] : accords entre le Portugal et l’Union d'Afrique du Sud : le gouvernement portugais s’engage à fournir un contingent de main-d’œuvre mozambicaine pour les mines du Transvaal.

- 14 septembre, France : création du ministère de l’Air.

- 17 septembre : accord d'Achnacarry sur l'interdiction de la concurrence sur le marché du pétrole, à l'initiative de Henri Deterding de la Royal Dutch Shell.

- 22 septembre : installation du premier central téléphonique automatique en France, le central Carnot.

- 24 septembre (Palestine mandataire) : des incidents au mur des Lamentations entre Arabes et Juifs dégénèrent en pogroms.

- 27 septembre : premier vol du Potez 36.

## Naissances
- 3 septembre : Ion Druță, écrivain moldave († 28 septembre 2023).
- 4 septembre : Dominique Colonna, footballeur et entraîneur français († 12 septembre 2023).
- 5 septembre : 
  - Yves de Valence, peintre français († 17 avril 2010).
  - Jorge Milchberg, Musicien argentin († 20 août 2022).
- 7 septembre : Walter Zwi Bacharach, historien germano-israélien († 28 juillet 2014).
- 10 septembre : Michael Nolan, baron Nolan, pair et juge britannique († 22 janvier 2007).
- 11 septembre : Earl Holliman, acteur américain († 25 novembre 2024).
- 12 septembre : Robert Irwin, artiste américain († 25 octobre 2023).
- 13 septembre : Sadek Hadjerès, homme politique algérien († 3 novembre 2022).
- 14 septembre :
  - Alberto Korda (Alberto Díaz Gutiérrez dit), photographe cubain († 25 mai 2001).
  - Humberto Maturana, biologiste, cybernéticien et philosophe chilien († 6 mai 2021).
  - Angus Ogilvy, homme d'affaires britannique († 26 décembre 2004).
- 15 septembre : Julian Cannonball Adderley, saxophoniste alto, américain († 8 août 1975).
- 16 septembre : 
  - Lamine Diakhate, écrivain et ministre sénégalais († 25 janvier 1987).
  - Denis Brihat, photographe français († 3 décembre 2024).
- 22 septembre : James Lawson, militant et professeur d'université américain († 10 juin 2024).
- 28 septembre : Martine Sarcey, actrice française († 11 juin 2010).

## Décès
- 13 septembre : Italo Svevo, écrivain italien.
- 17 septembre : Tony Georges Roux, peintre français.